# Emelie Nyman Wänseth
Eva Emelie Teresia Nyman Wänseth, född 8 maj 1998 i Frösö församling i Jämtlands län, är en svensk friidrottare (tresteg och mångkamp). Hon tävlar för Östersunds GIF. Hon vann SM-guld i tresteg år 2019.

## Personliga rekord
| Utomhus - 100 meter – 12,57 (Krokom, Sverige 4 augusti 2015) - 200 meter – 25,36 (Cali, Colombia 17 juli 2015) - 800 meter – 2.25,35 (Cali, Colombia 18 juli 2015) - 100 meter häck – 14,30 (Montpellier, Frankrike 27 maj 2023) - Höjd – 1,79 (Köpenhamn, Danmark 13 juni 2015) - Längd – 5,99 (Montpellier, Frankrike 28 maj 2023) - Tresteg – 13,61 (Söderhamn, Sverige 29 juli 2023) - Kula – 12,64 (Göteborg, Sverige 1 juli 2023) - Spjut – 44,79 (Krokom, Sverige 16 maj 2019) - Sjukamp – 5 463 (Montpellier, Frankrike 28 maj 2023) | Inomhus - 60 meter – 8,11 (Bollnäs, Sverige 10 februari 2018) - 200 meter – 26,44 (Huddinge, Sverige 16 januari 2016) - 60 meter häck – 8,83 (Bollnäs, Sverige 10 februari 2018) - Höjd – 1,76 (Växjö, Sverige 20 februari 2016) - Längd – 5,91 (Växjö, Sverige 5 februari 2023) - Tresteg – 13,16 (Norrköping, Sverige 17 februari 2019) - Kula – 12,56 (Växjö, Sverige 5 februari 2023) - Femkamp – 3 927 (Växjö, Sverige 5 februari 2023) |

### Fotnoter
1. ↑  ”Stora SM 2018”. trackandfield.se. http://www.trackandfield.se/resultat/2018/180824.htm. Läst 5 september 2018.
2. ↑  ”Resultat Mångkamps-SM 8-9/9 2018”. windathletics.se. Arkiverad från originalet den 25 september 2018. https://web.archive.org/web/20180925180647/http://www.windathletics.se/mkampsm2018_resultat.pdf. Läst 25 september 2018.
3. ↑  ”Friidrotts-SM 2019 Karlstad”. Arkiverad från originalet den 2 september 2019. https://web.archive.org/web/20190902083413/http://212.247.216.72/friidrott/sm19/result_t.php. Läst 17 september 2019.
4. ↑  ”Resultat: Friidrotts-SM, Söderhamn 28‐30.7.23”. friidrottsstatistik.se. https://www.friidrottsstatistik.se/resultsswe.php?CID=13045848&Season=2023. Läst 7 september 2023.
5. ↑  ”ISM 2018 2018-02-27”. primawebb.se. Arkiverad från originalet den 28 februari 2018. https://web.archive.org/web/20180228042650/http://primawebb.se/giffri/ism2018/Results_Total.html. Läst 27 februari 2018.
6. ↑  ”Inomhus-SM 2019”. liveresults.se. https://liveresults.se/competition/inomhus-sm-2019?tab=results. Läst 17 februari 2019.
7. ↑  ”Resultat: ISM, Malmö/A 17‐19.2.23 Inne”. friidrottsstatistik.se. https://www.friidrottsstatistik.se/resultsswe.php?CID=13028716&Season=2023. Läst 20 februari 2023.
8. ↑  ”Resultat: ISM-IJSM-IUSM Mångkamp, Växjö 4‐5.2.23 Inne”. friidrottsstatistik.se. https://www.friidrottsstatistik.se/resultsswe.php?CID=13027810&Season=2023. Läst 20 februari 2023.
9. 1 2 3 4 5 6 7 8 9 10 11 12 13 14 15 16 17 18 19  ”Personsida hos IAAF” (på engelska). iaaf.org. https://www.iaaf.org/athletes/sweden/emelie-nyman-wanseth-294766. Läst 18 oktober 2019.
10. ↑  Sveriges befolkning 2000, Version 1.03, Sveriges Släktforskarförbund: Nyman Vänseth, Eva Emelie Teresia
11. 1 2 3 4 5 6 7 8 9 10 11 12  ”Personsida på European Athletics' webbplats” (på engelska). european-athletics.org. https://www.european-athletics.org/athletes/group=n/athlete=109073-nyman-wanseth-emelie/index.html. Läst 18 oktober 2019.